# Deronectes youngi
Deronectes youngi är en skalbaggsart som beskrevs av Hans Fery och Hosseinie 1998. Deronectes youngi ingår i släktet Deronectes och familjen dykare. Inga underarter finns listade i Catalogue of Life.